# Quantificação existencial

Na lógica de predicados, um quantificador existencial é a predicação de uma propriedade ou relação para, pelo menos, um elemento do domínio. O operador lógico ∃ é usado para denotar a quantificação existencial.

## Princípios
Suponha que você queira escrever uma fórmula que é verdadeira, se e somente se, algum número natural multiplicado por ele mesmo for 25. De modo exaustivo, você pode tentar fazer:
0·0 = 25, ou 1·1 = 25, ou 2·2 = 25, ou 3·3 = 25 e assim por diante.
Isto parece ser uma disjunção lógica, devido o uso repetido do "ou". Contudo, a frase "e assim por diante" não pode ser integrada e interpretada como uma disjunção na lógica formal. Com isso, reescrevemos a fórmula como
	Para algum número natural n, n·n = 25.
Para este caso, esta é a única indicação usando a quantificação existencial.
Observe que esta indicação é mais precisa que a original. Pode parecer óbvio que a frase "e assim por diante", inclui todos os números naturais, e nada mais, mas não deixa explícita a razão essencial da frase, que não pode ser interpretada formalmente.
Este exemplo em particular é verdadeiro, porque 5 é um número natural, e quando substituímos n por 5, produzimos "5·5 = 25", que é verdade. Não importa que para a maioria dos números naturais a sentença "n·n = 25" seja falsa, de fato é falso para todos os naturais, exceto para o 5; a existência de uma simples solução é o bastante para provar a verdade sobre o quantificação existencial. Em contraste, "Para algum número par n, n·n = 25" é falso, pois não há soluções para números pares.
Por outro lado, "Para algum número ímpar n, n·n = 25" é verdade, porque 5 é número ímpar e é uma solução para a fórmula. Isto demonstra a importância do domínio de discurso, o qual especifica quais valores são permitidos para a variável n. Mas observe que se você deseja restringir o domínio de discurso para englobar apenas aqueles objetos que satisfarão um determinado predicado, então, para a quantificação existencial, isso deverá ser feito usando uma conjunção lógica. Por exemplo, "Para algum número ímpar n, n·n = 25" é logicamente equivalente a “Para algum número natural n, n é ímpar e n·n = 25. Aqui a construção "e" indica a conjunção lógica.
Na simbologia lógica, usamos o quantificador existencial "∃" para indicar a quantificação existencial. Desse modo, se P(a, b, c) é o predicado "a·b = c" e {\displaystyle \mathbb {N} } é o conjunto dos números naturais, então
{\displaystyle \exists {n}.\,P(n,n,25)} é verdade para algum número natural n, n·n = 25
De forma análoga, se Q(n) é o predicado "n é par", então
{\displaystyle \exists {n}.\,{\big (}Q(n)\;\!\;\!{\wedge }\;\!\;\!P(n,n,25){\big )}} é falsa para algum número par n, n·n = 25.